# 徳島社会保険事務局
徳島社会保険事務局（とくしましゃかいほけんじむきょく）は、徳島県徳島市にあった社会保険庁の地方支分部局で、徳島県を管轄していた。

## 管内社会保険事務所等
- 徳島南社会保険事務所
- 徳島社会保険事務局徳島北社会保険事務室（徳島北社会保険事務所）
- 阿波半田社会保険事務所（徳島社会保険事務局阿波半田事務所）